# قصبة امريديل
قصبة امريديل هي عبارة عن مكان تاريخي محصن في واحة سكورة بالمغرب. تعتبر من بين القصبات الأكثر إثارة للإعجاب من نوعها في المغرب، وقد ظهرت سابقًا في ورقة 50 درهم مغربية.

## التاريخ

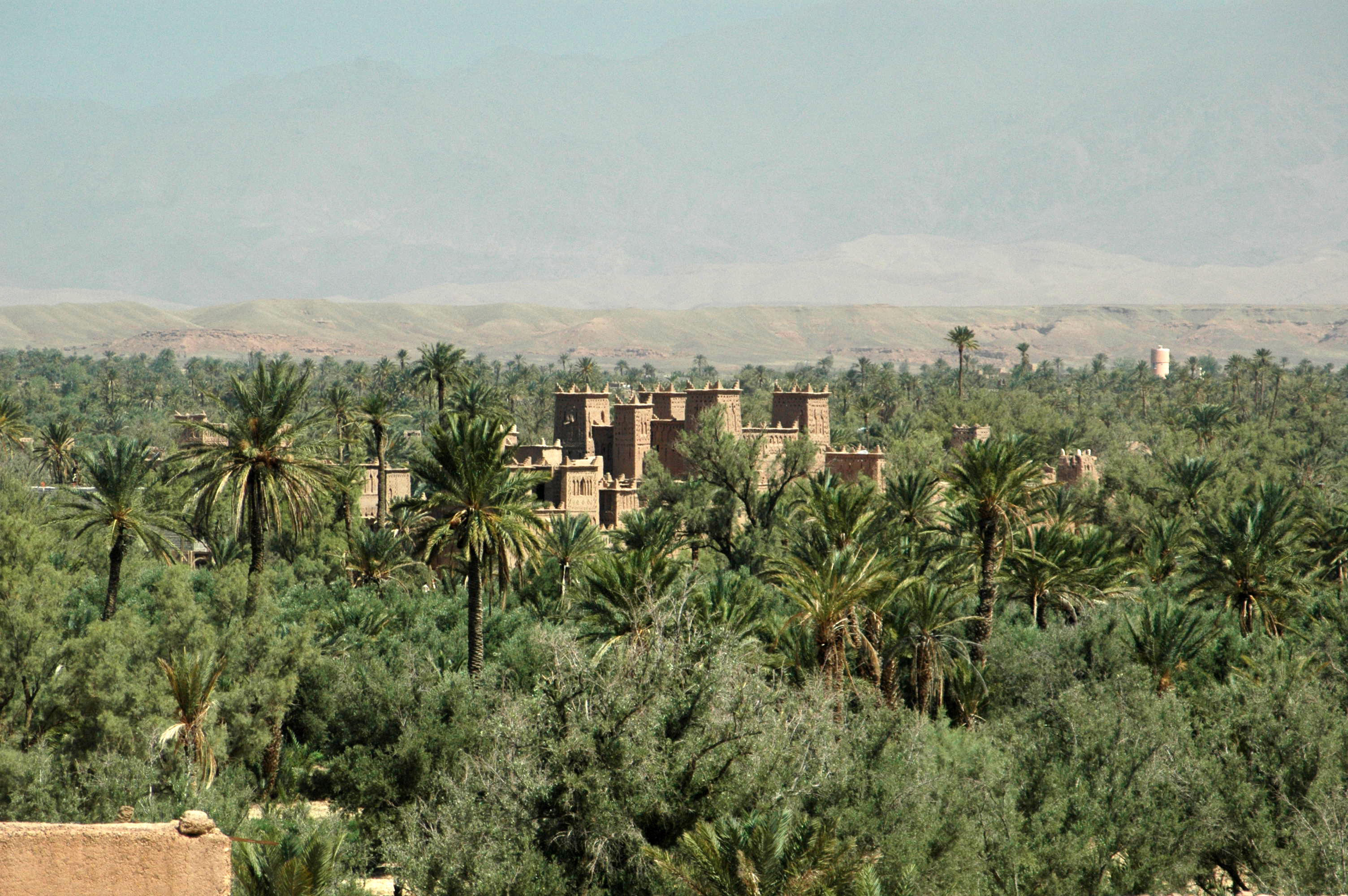
منظر للقصبة من بعيد وسط النخيل

تأسست القصبة في الأصل في القرن السابع عشر. كانت تتكون في البداية من قرية محصنة، أي قصر، تحتل موقعًا استراتيجيًا على طول النهر وعند مدخل نخيل سكورة. في نهاية القرن التاسع عشر، تم اختيار محمد بن إبراهيم ناصري، فقيها من عائلة محلية مميزة تعيش في القصر (أحفاد العائلة المرتبطة بالزاوية الناصرية في تمكروت)، من قبل المدني الكلاوي ( الأخ الأكبر للتهامي الكلاوي) لتعليم أبنائه قراءة القرآن الكريم. وكتعويض، كلف الكلاوي الحرفيين لبناء تيغرمت (قصر محصن) في القصر.
واليوم فإن القصبة هي أبرز مبنى، وتحتل الجزء الجنوبي الطويل من المجمع، بينما يحتل القصر المدمر (القرية السابقة) القسم الشمالي. ظهرت القصبة في فيلم لورنس العرب عام 1962. لا تزال تملكها وتديرها عائلة الناصري حتى يومنا هذا. لا تزال العائلة تعيش في جزء من القصبة بينما تم ترميم أجزاء أخرى لتكون بمثابة متحف يعرض العمارة التقليدية للمبنى والتحف التقليدية المحلية، بما في ذلك الأدوات وعصر الزيتون وفرن الخبز والبئر القديم.

## العمارة
يتبع المبنى بعض عناصر التصميم النموذجية لعمارة الواحات في المناطق ذات الأغلبية البربرية في جنوب المغرب، إنه مصنوع من التربة المدكوكة أو الطوب اللبن وله أبراج زاوية مربعة بزخارف هندسية. يتوافق القصر (القرية) الأصلي مع السياج المُسوّر الذي لا يزال يحتل الجزء الشمالي من الموقع، لكنه مدمر اليوم. القصبة نفسها (أو تيغرمت)، قصر كبير من أواخر القرن التاسع عشر لعائلة الناصري وخدمهم (تاريخياً)، تحتل بقية الموقع، وتمتد باتجاه الجنوب على طول النهر. على الرغم من أنه يحتوي على العديد من الساحات والعناصر، إلا أن المبنى الأكثر أهمية هو المنزل الرئيسي، وهو مبنى شبه مربع به أربعة أبراج زاوية (على الرغم من إضافة برج خامس على الجانب الجنوبي من المبنى منذ ذلك الحين). تمت إضافة حديقة إلى الفناء في القسم الجنوبي من القصبة، على الرغم من أنه عنصر تصميم تم استيراده من مراكش خلال عمليات الترميم الأخيرة.

يرتفع هذا المنزل الرئيسي على أربعة طوابق مرتبة حول فناء مركزي أو فناء، «وسط الدار». في الطابقين الأولين، يتم تغطية الفناء بسقف، بينما في المستوى الثالث يكون مفتوحًا للهواء، ويتكون المستوى الرابع من شرفة الطابق العلوي التي تدور حوله. يقع مدخل تيغرمت في الطابق الأول (الأرضي) ويتم الوصول إليه من خلال فناء خارجي على جانبه الشرقي. تتيح غرفة الدهليز الموجودة داخل المدخل الوصول إلى الفناء المركزي والسلم المؤدي إلى الطوابق العليا. تم استخدام غرف الطابق الأول لتخزين الطعام والبضائع والحيوانات. تم استخدام المستوى الثاني أعلاه للأغراض المنزلية، كمطابخ بشكل أساسي، وكذلك لتخزين أنواع أخرى من المواد الغذائية مثل الزيت والفواكه والحبوب. المستوى الثالث، الذي تمحور حول الفناء في الهواء الطلق، حيث بدأت مساحة المعيشة الفعلية. الغرف هنا مفعمة بالحيوية بالطلاء المغرة والأبيض وبعض الأقسام مفتوحة للفناء من خلال معرض من الأقواس، مما يسمح لمزيد من الضوء بالتسلل. الغرف أيضًا قابلة للتبديل إلى حد ما بدلاً من وجود وظائف محددة مسبقًا - يمكن تأثيثها وإعادة تأثيثها لتناسب الاحتياجات المختلفة. الطابق الرابع الشرفة التي تعلوها، تتميز بساعة شمسية وتتيح الوصول إلى الأبراج.

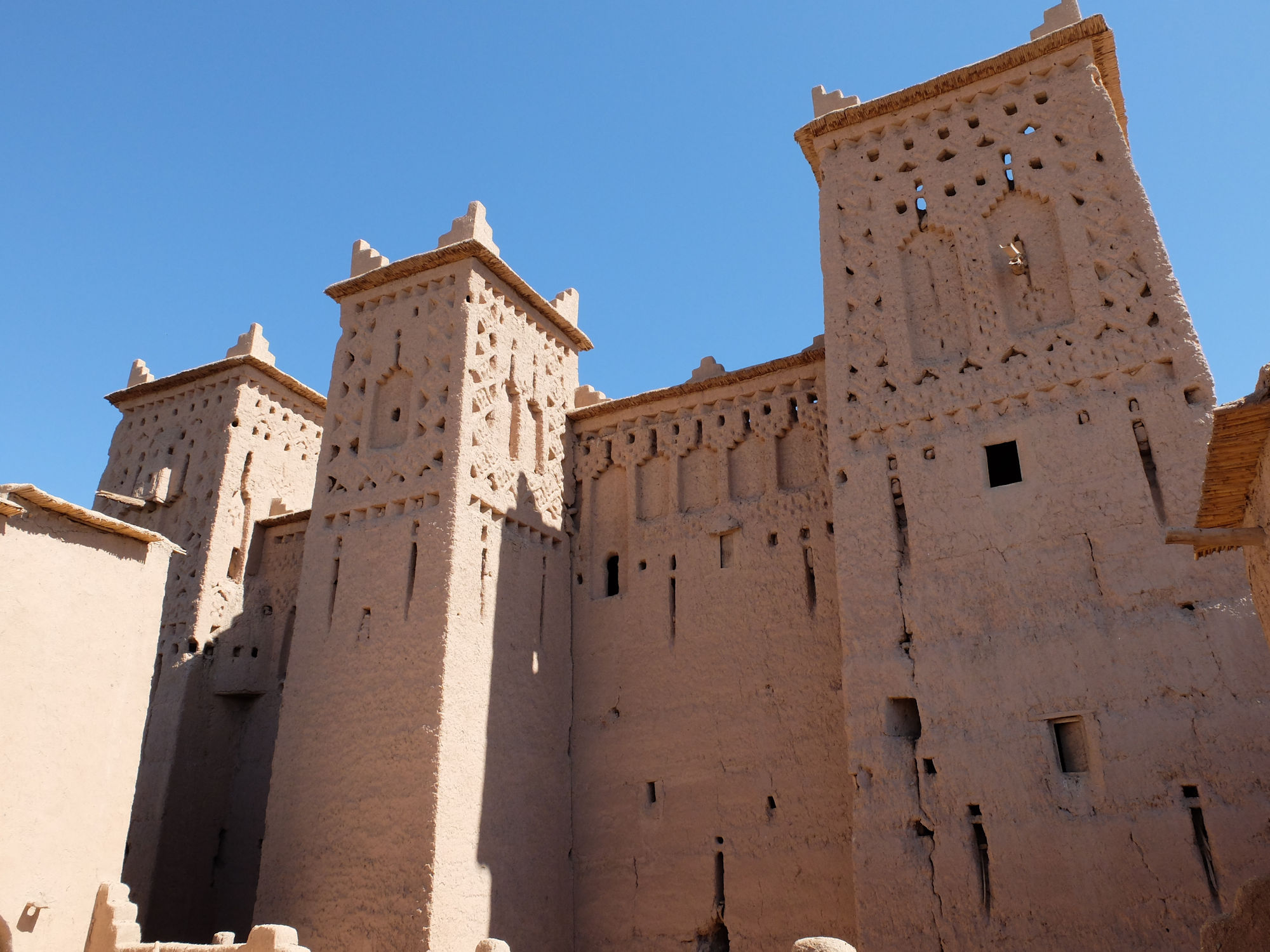
منظر للمنزل الرئيسي داخل القصبة: بناء نموذجي مربع الشكل به أربعة أبراج زاوية، على الرغم من إضافة برج خامس (البرج الأوسط الظاهر هنا) بعد البناء الأصلي
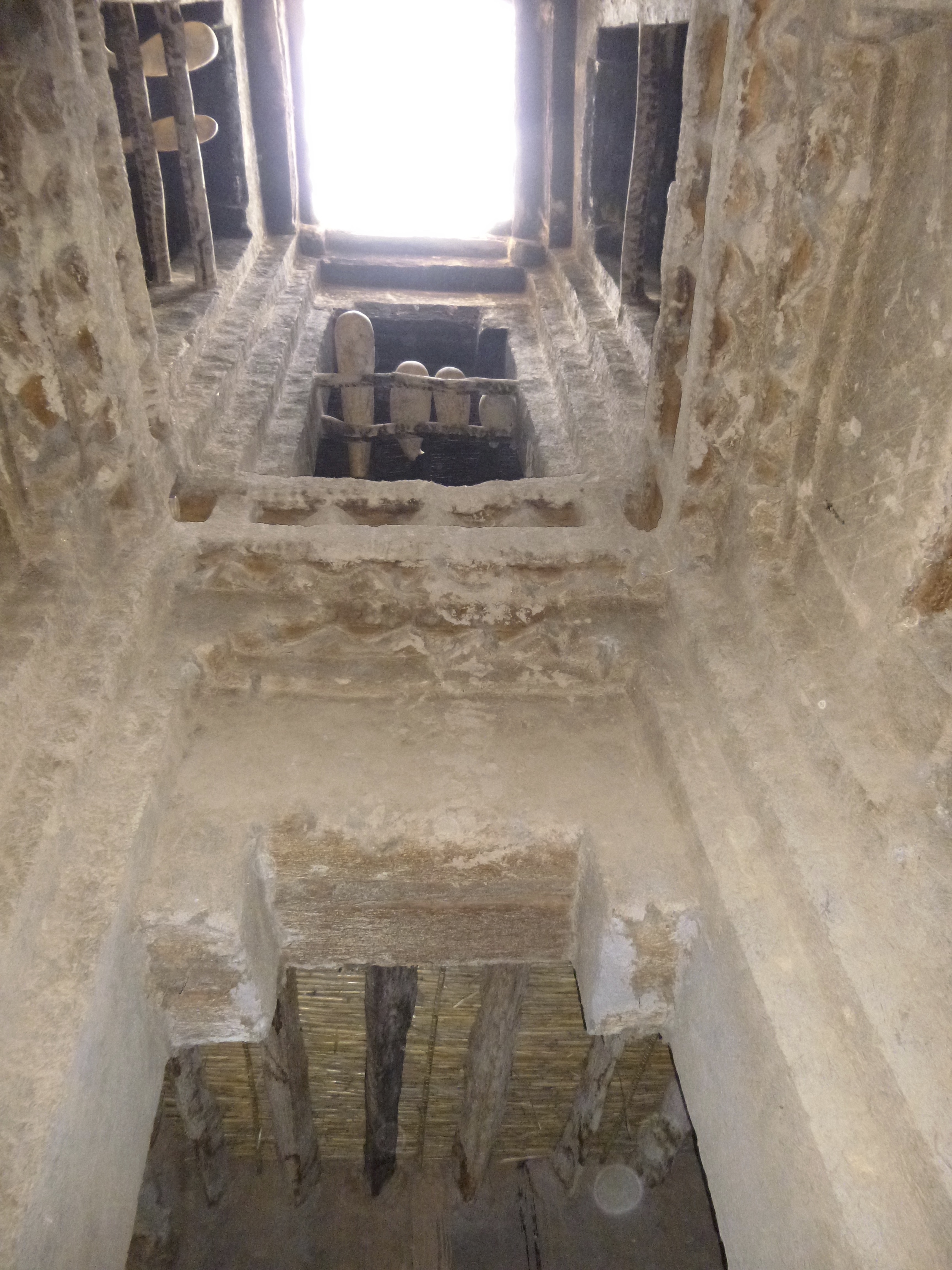
المنظر من الطوابق السفلية حتى المنور الذي يفتح في منتصف فناء الطابق العلوي، داخل مسكن القصبة الرئيسي
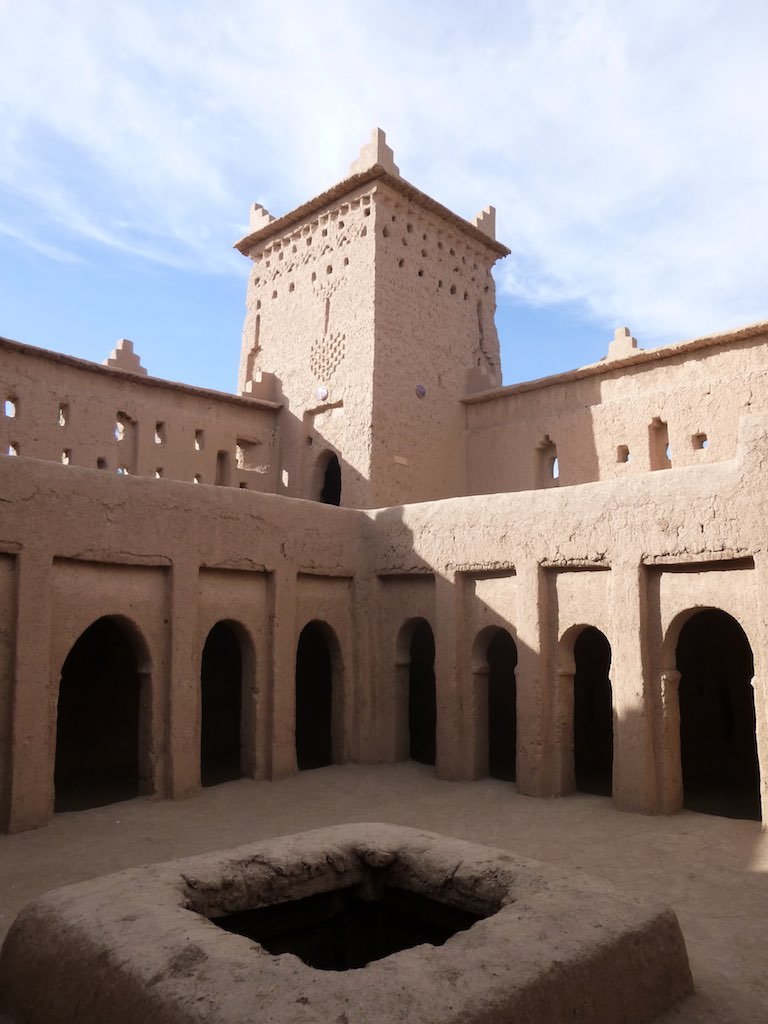
الفناء المركزي بالطوابق العلوية داخل مسكن القصبة الرئيسي
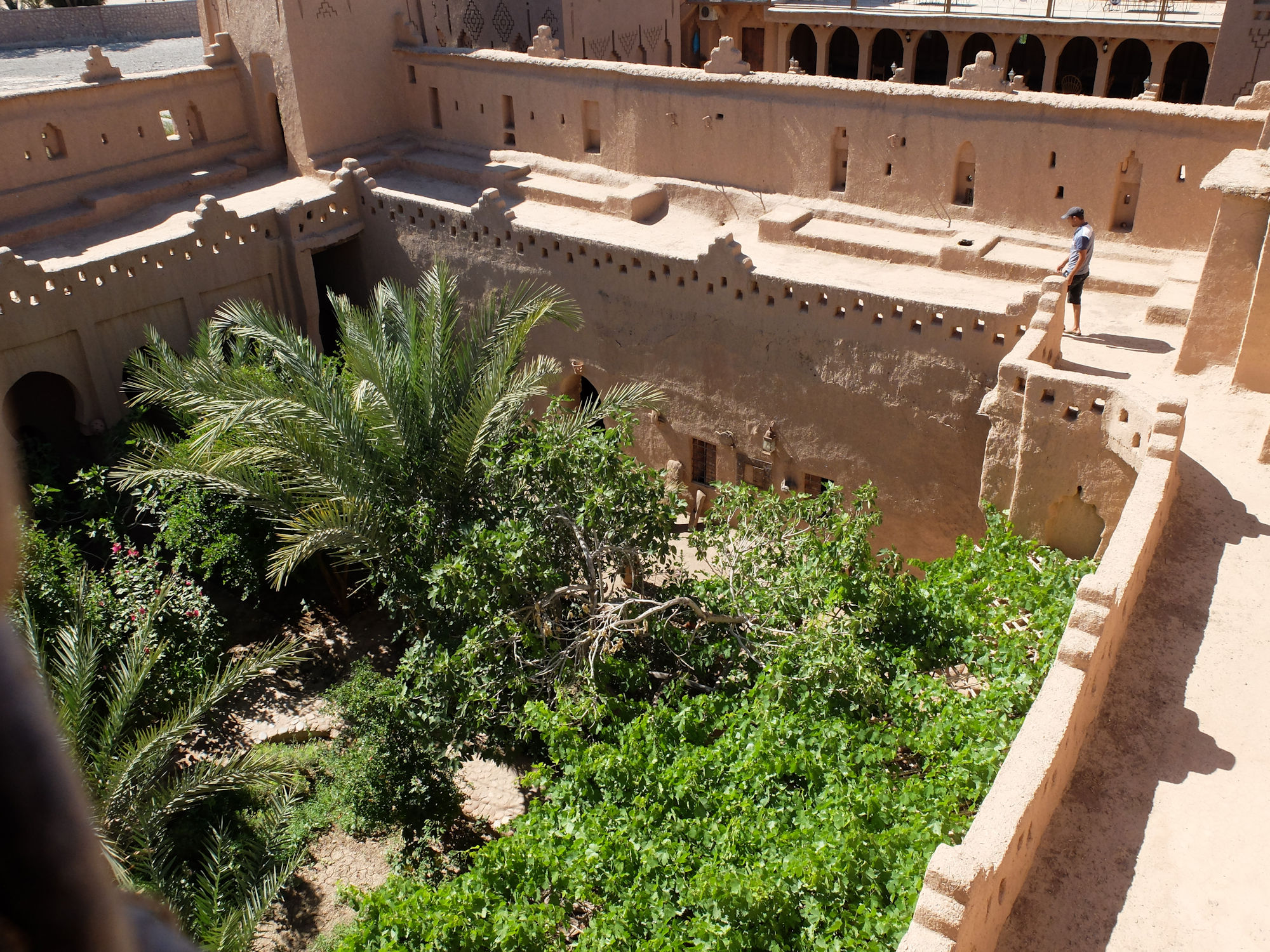
قسم مُرمم من مجمع القصبة مع فناء حديقة جديد